# 43841 Marcustacitus
43841 Marcustacitus este un asteroid din centura principală de asteroizi.

## Descriere
43841 Marcustacitus este un asteroid din centura principală de asteroizi. A fost descoperit pe 17 aprilie 1993 la observatorul astronomic Santa Lucia din Stroncone. Asteroidul prezintă o orbită caracterizată de o semiaxă mare de 2,42 ua, o excentricitate de 0,16 și o înclinație de 0,9° în raport cu ecliptica.